# Білчурешть
Білчурешть, Білчурешті (рум. Bilciurești) — село у повіті Димбовіца в Румунії. Адміністративний центр комуни Білчурешть.
Село розташоване на відстані 40 км на північний захід від Бухареста, 34 км на південний схід від Тирговіште, 103 км на південь від Брашова.

## Населення
За даними перепису населення 2002 року у селі проживали 758 осіб. Усі жителі села рідною мовою назвали румунську.
Національний склад населення села:
| Національність | Кількість осіб | Відсоток |
| -------------- | -------------- | -------- |
| румуни         | 741            | 97,8%    |
| цигани         | 17             | 2,2%     |